# Románia kormányfőinek listája
Románia kormányfőinek listája, 1862-től kezdődően.

## Az Egyesült Románia miniszterelnökei
- Barbu Catargiu – 1862
- Nicolae Crețulescu – 1862–1863
- Mihail Kogălniceanu – 1863–1865
- Nicolae Crețulescu – 1865–1866
- Lascăr Catargiu – 1866
- Ion Ghica – 1866–1867
- Nicolae Crețulescu – 1867
- Ștefan Golescu – 1867–1868
- Nicolae Golescu – 1868
- Ion Brătianu – 1868
- Dimitrie Ghica – 1868–1870
- Alexandru G. Golescu – 1870
- Manolache Costache Epureanu – 1870
- Ion Ghica – 1870–1871
- Lascăr Catargiu – 1871–1876
- Ion Emanuel Florescu – 1876
- Manolache Costache Epureanu – 1876
- Ion Brătianu – 1876–1881

## Román Királyság
- Dimitrie Brătianu – 1881
- Ion Brătianu – 1881-1888
- Teodor Rosetti – 1888-1889
- Lascăr Catargiu – 1889-1891
- Ion Emanuel Florescu – 1891
- Lascăr Catargiu – 1891-1895
- Dimitrie Sturdza – 1895-1896
- Petre S. Aurelian – 1896-1897
- Dimitrie Sturdza – 1897-1899
- Gheorghe Cantacuzino – 1899-1900
- Petre P. Carp – 1900-1901
- Dimitrie Sturdza – 1901-1906
- Gheorghe Cantacuzino – 1906-1907
- Dimitrie Sturdza – 1907-1909
- Ion I. C. Brătianu – 1909-1911
- Petre P. Carp – 1911-1912
- Titu Maiorescu – 1912-1914
- Ion I. C. Brătianu – 1914-1918
- Alexandru Averescu – 1918
- Alexandru Marghiloman – 1918
- Constantin Coandă – 1918
- Ion I. C. Brătianu – 1918-1919
- Artur Văitoianu – 1919
- Alexandru Vaida-Voevod – 1919-1920
- Alexandru Averescu – 1920-1921
- Tache Ionescu – 1921-1922
- Ion I. C. Brătianu – 1922-1926
- Alexandru Averescu – 1926-1927
- Prințul Barbu Știrbei – 1927
- Ion I. C. Brătianu – 1927
- Vintilă Brătianu – 1927-1928
- Iuliu Maniu – 1928-1930
- Gheorghe Mironescu – 1930
- Iuliu Maniu – 1930
- Gheorghe Mironescu – 1930-1931
- Nicolae Iorga – 1931-1932
- Alexandru Vaida-Voevod – 1932
- Iuliu Maniu – 1932-1933
- Alexandru Vaida-Voevod – 1933
- Ion Gh. Duca – 1933
- Constantin Angelescu – 1933-1934
- Gheorghe Tătărăscu – 1934-1937
- Octavian Goga – 1937-1938
- Miron Cristea – 1938-1939
- Armand Călinescu – 1939
- Gheorghe Argeșanu – 1939
- Constantin Argetoianu – 1939
- Gheorghe Tătărăscu – 1939-1940
- Ion Gigurtu – 1940
- Ion Antonescu – 1940-1944
- Constantin Sănătescu – 1944
- Nicolae Rădescu – 1944-1945

## Román Népköztársaság és Románia Szocialista Köztársaság
- Dr. Petru Groza – 1945-1952
- Gheorghe Gheorghiu-Dej – 1952-1955
- Chivu Stoica – 1955-1961
- Ion Gheorghe Maurer – 1961-1974
- Manea Mănescu – 1974-1979
- Ilie Verdeț – 1979-1982
- Constantin Dăscălescu – 1982-1989

## A rendszerváltás utáni Románia
Megjegyzés: dőlt betűvel, sorszám nélkül az ideiglenes miniszterelnökök.

| Miniszterelnök | Miniszterelnök                | Miniszterelnök                  | Terminus           | Terminus           | Párt                                             | Államfő               |
| Miniszterelnök | Miniszterelnök                | Miniszterelnök                  | Kezdete            | Vége               | Párt                                             | Államfő               |
| -------------- | ----------------------------- | ------------------------------- | ------------------ | ------------------ | ------------------------------------------------ | --------------------- |
| 1              |                               | Petre Roman (1946–)             | 1989. december 26. | 1991. október 16.  | Nemzeti Megmentési Front (FSN)                   | Ion Iliescu 1989–1996 |
| 2              |                               | Theodor Stolojan (1943–)        | 1991. október 16.  | 1992. november 18. | Nemzeti Megmentési Front (FSN)                   | Ion Iliescu 1989–1996 |
| 3              |                               | Nicolae Văcăroiu (1943–)        | 1992. november 18. | 1996. december 11. | Szociáldemokrata Párt (PSDR)                     | Ion Iliescu 1989–1996 |
| 3              | Emil Constantinescu 1996–2000 | Nicolae Văcăroiu (1943–)        | 1992. november 18. | 1996. december 11. | Szociáldemokrata Párt (PSDR)                     |                       |
| 4              |                               | Victor Ciorbea (1954–)          | 1996. december 11. | 1998. március 30.  | Kereszténydemokrata Nemzeti Parasztpárt (PNȚ-CD) |                       |
| -              |                               | Gavril Dejeu (1932–)            | 1998. március 30.  | 1998. április 17.  | Kereszténydemokrata Nemzeti Parasztpárt (PNȚ-CD) |                       |
| 5              |                               | Radu Vasile (1942–2013)         | 1998. április 17.  | 1999. december 13. | Kereszténydemokrata Nemzeti Parasztpárt (PNȚ-CD) |                       |
| -              |                               | Alexandru Athanasiu (1955–)     | 1999. december 13. | 1999. december 22. | Szociáldemokrata Párt (PSDR)                     |                       |
| 6              |                               | Mugur Isărescu (1949–)          | 1999. december 22. | 2000. december 28. | Független                                        |                       |
| 6              | Ion Iliescu 2000–2004         | Mugur Isărescu (1949–)          | 1999. december 22. | 2000. december 28. | Független                                        |                       |
| 7              |                               | Adrian Năstase (1950–)          | 2000. december 28. | 2004. december 21. | Szociáldemokrata Párt (PSDR/PSD)                 |                       |
| 7              | Traian Băsescu 2004–2014      | Adrian Năstase (1950–)          | 2000. december 28. | 2004. december 21. | Szociáldemokrata Párt (PSDR/PSD)                 |                       |
| -              |                               | Eugen Bejinariu (1959–)         | 2004. december 21. | 2004. december 28. | Szociáldemokrata Párt (PSDR/PSD)                 |                       |
| 8              |                               | Călin Popescu-Tăriceanu (1952–) | 2004. december 29. | 2008. december 22. | Nemzeti Liberális Párt (PNL)                     |                       |
| 9              |                               | Emil Boc (1966–)                | 2008. december 22. | 2012. február 6.   | Demokrata Liberális Párt (PDL)                   |                       |
| -              |                               | Cătălin Predoiu (1968–)         | 2012. február 6.   | 2012. február 9.   | Független                                        |                       |
| 10             |                               | Mihai Răzvan Ungureanu (1968–)  | 2012. február 9.   | 2012. május 7.     | Független                                        |                       |
| 11             |                               | Victor Ponta (1972–)            | 2012. május 7.     | 2015. június 22.   | Szociáldemokrata Párt (PSD)                      |                       |
| 11             | Klaus Johannis 2014–2025      | Victor Ponta (1972–)            | 2012. május 7.     | 2015. június 22.   | Szociáldemokrata Párt (PSD)                      |                       |
| -              |                               | Gabriel Oprea (1961–)           | 2015. június 22.   | 2015. július 9.    | Országos Szövetség Románia Haladásáért (UNPR)    |                       |
| 12             |                               | Victor Ponta (1972–)            | 2015. július 9.    | 2015. november 5.  | Szociáldemokrata Párt (PSD)                      |                       |
| -              |                               | Sorin Cîmpeanu (1968–)          | 2015. november 5.  | 2015. november 17. | Liberálisok és Demokraták Szövetsége (ALDE)      |                       |
| 13             |                               | Dacian Cioloș (1969–)           | 2015. november 17. | 2017. január 4.    | Független                                        |                       |
| 14             |                               | Sorin Grindeanu (1973–)         | 2017. január 4.    | 2017. június 21.   | Szociáldemokrata Párt (PSD)                      |                       |
| 15             |                               | Mihai Tudose (1967–)            | 2017. június 26.   | 2018. január 16.   | Szociáldemokrata Párt (PSD)                      |                       |
| -              |                               | Mihai Fifor (1970–)             | 2018. január 16.   | 2018. január 29.   | Szociáldemokrata Párt (PSD)                      |                       |
| 16             |                               | Viorica Dăncilă (1963–)         | 2018. január 29.   | 2019. november 4.  | Szociáldemokrata Párt (PSD)                      |                       |
| 17             |                               | Ludovic Orban (1963-)           | 2019. november 4.  | 2020. december 7.  | Nemzeti Liberális Párt (PNL)                     |                       |
| -              |                               | Nicolae Ciucă (1967-)           | 2020. december 7.  | 2020. december 23. | Nemzeti Liberális Párt (PNL)                     |                       |
| 18             |                               | Florin Cîțu (1972-)             | 2020. december 23. | 2021. november 25. | Nemzeti Liberális Párt (PNL)                     |                       |
| 19             |                               | Nicolae Ciucă (1967-)           | 2021. november 25. | 2023. június 12.   | Nemzeti Liberális Párt (PNL)                     |                       |
| -              |                               | Cătălin Predoiu (1968-)         | 2023. június 12.   | 2023. június 15.   | Nemzeti Liberális Párt (PNL)                     |                       |
| 20             |                               | Marcel Ciolacu (1967–)          | 2023. június 15.   | 2025. május 6.     | Szociáldemokrata Párt (PSD)                      |                       |
| -              |                               | Cătălin Predoiu (1968–)         | 2025. május 6.     | 2025. június 23.   | Nemzeti Liberális Párt (PNL)                     |                       |
| 21             |                               | Ilie Bolojan (1969–)            | 2025. június 23.   | hivatalban         | Nemzeti Liberális Párt (PNL)                     | Nicușor Dan 2025–     |